# Incidente del zapato

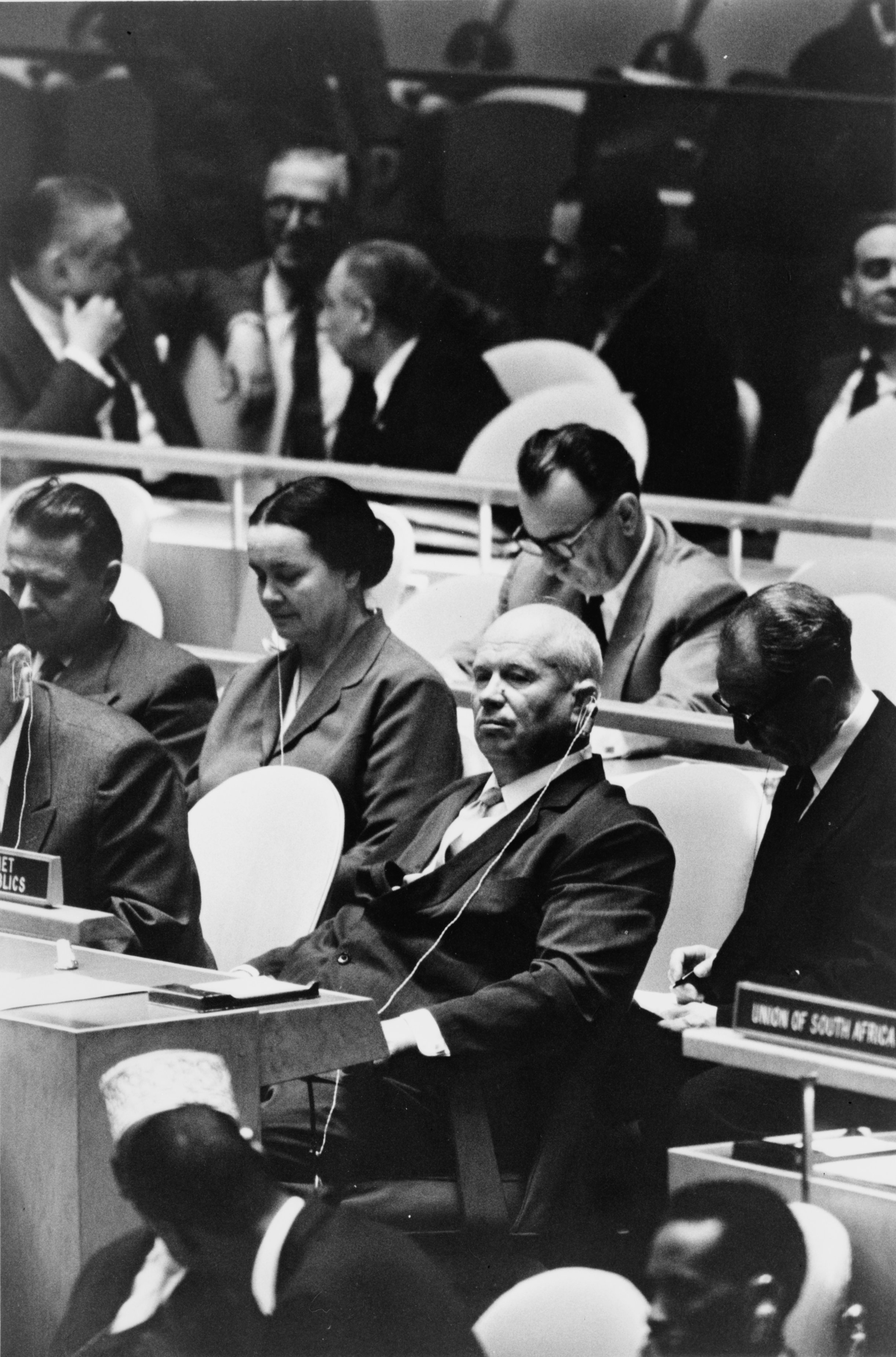
Jrushchov en una reunión de la Asamblea General de la ONU el 22 de septiembre, tres semanas antes del incidente.

El incidente del zapato sucedió durante la Reunión Plenaria número 902 de la Asamblea General de las Naciones Unidas, del 13 de octubre de 1960, cuando, según algunas fuentes, el líder de la Unión Soviética, Nikita Jrushchov, golpeó uno de sus zapatos sobre su propio estrado de delegado.

## Los hechos
Durante la reunión, el líder de la delegación filipina ante las Naciones Unidas, Lorenzo Sumulong, había hecho la siguiente alocución, en referencia a la política exterior soviética durante esa época de Guerra Fría.

"Mi delegación, la filipina, le da gran importancia a este ídem intitulado 'Declaración sobre el otorgamiento de independencia a países colonizados', que ahora está siendo debatida. Hemos sido un país colonizado. Hemos pasado por todas las pruebas y tribulaciones de ser un pueblo colonizado. Nos llevó siglos y siglos luchar, combatir, y ganar nuestra lucha por el reconocimiento a nuestra independencia y, por lo tanto, sólo sería consistente con nuestra historia, nuestra experiencia y nuestras aspiraciones como pueblo, que votamos a favor de llevar el ítem referido al máximo nivel posible de la Asamblea General. Mientras que esta no es la ocasión [apropiada] de debatir la sustancia del ítem en cuestión, me gustaría dejar registro de la visión de mi delegación sobre la importancia, así como el alcance de las metas y objetivos de este ítem. Creemos que esto es necesario en vista de las declaraciones realizadas por el premier de la Unión Soviética al comienzo de esta reunión. Es de nuestra visión que la declaración propuesta por la Unión Soviética debería cubrir el inalienable derecho a la independencia no sólo de las gentes y territorios que aún subyacen bajo el dominio de las potencias coloniales occidentales, sino también de las de Europa Oriental, que han sido privadas del libre ejercicio de sus derechos civiles y políticos, y que han sido tragadas, por así decirlo, por la URSS".

Jrushchov entonces subió al estrado. Una vez allí, de una manera «teatral», hizo a un lado a Lorenzo Sumulong, con un movimiento hacia arriba de su brazo derecho -aunque sin ningún contacto físico- y procedió a demandar que el presidente de la Asamblea, por entonces el irlandés Frederick Henry Boland, llamase al orden al «adulador del imperialismo estadounidense» de Sumulong. El presidente entonces sugirió al delegado filipino que "evitase divagar en argumentos que pudiesen provocar animosas intervenciones de otros [terceros]".
El premier soviético golpeó sus puños contra la mesa e incluso tomó uno de sus zapatos y la golpeó con él. Luego, el delegado filipino fue interrumpido otra vez. Ahora por el viceministro de Relaciones Exteriores de la comunista Rumania, quien provocó e insultó al presidente de la Asamblea a tal punto que el señor Boland, visiblemente sonrojado, acabó por desconectar el micrófono del rumano. La caótica escena finalmente terminó cuando Boland, para tratar de poner algo de orden, golpeó su propio martillo (el cual incluso se rompió), cancelando de esa manera la sesión.
Otras fuentes informaron que los eventos fueron un poco diferentes. Jrushchov primero habría golpeado su zapato y luego acudido al estrado a protestar. La nieta de Nikita, Nina Jrushchova (o Khrushcheva), escribió en octubre del año 2000, en víspera del cuadragésimo aniversario del famoso incidente, que después de varios años de embarazoso silencio, su familia le explicó qué había sucedido en realidad. El líder soviético estaba usando zapatos nuevos y muy apretados, por los que se los habría sacado disimuladamente, mientras se acomodaba en su asiento. Luego, después de haber golpeado su propio estrado con su puño izquierdo, durante su furibunda respuesta al delegado filipino, su reloj de pulsera se le cayó. Por lo que, entonces, al agacharse para buscarlo, vio sus zapatos. Entonces, ante esa visión de cuero resplandeciente, no habría podido resistir la tentación de usar uno de ellos como una eventual "arma disuasiva".
En esa misma conferencia, Jrushchov había «fanfarroneado» que los «misiles [nucleares] intercontinentales salían de las fábricas soviéticas como salchichas de una máquina de hacer embutidos».
El líder Nikita Jrushchov en sus memorias incluso menciona otro incidente con un zapato. Dice que en una ocasión estaba vertiendo fuertes expresiones en contra del régimen (1939-1975) del dictador español Francisco Franco. En esa ocasión un representante de España pidió su derecho de réplica y —poco después del discurso de este último— los delegados de los países socialistas empezaron a hacer bastante ruido como forma de protesta, en solidaridad con el líder soviético. Jrushchov escribió que 

"Recordando informes que había leído sobre las sesiones de la Duma rusa, decidí agregar un poco más de calor. [Así que] me saqué un zapato y lo golpeé sobre el escritorio, para que la protesta fuese aún mayor".

La reedición en inglés de las memorias de quien fuese premier de la ex Unión Soviética dice, sin embargo, que esta anécdota no es verídica.

## Contexto internacional
El "incidente del zapato" se dio en un momento de un visible "recalentamiento" de la Guerra Fría. Por un lado, hacía tan sólo unos 5 meses, el primero de mayo de 1960, había tenido lugar el propio incidente del U-2, en el cual un avión espía estadounidense había sido derribado en pleno territorio soviético, sorprendentemente sobreviviendo su piloto, Francis Gary Powers. Este hecho tuvo como efecto colateral negativo la cancelación de la cumbre que debía realizarse en París entre ambas superpotencias antagónicas, los EE. UU. y la entonces Unión Soviética. Por otro lado, el gobierno del presidente Dwight D. Eisenhower estaba teniendo cada vez peores relaciones con el entonces nuevo gobierno revolucionario de Cuba, a la par que éste se estaba acercando cada vez más al de la Unión Soviética, a partir de la visita oficial del ministro soviético Anastás Mikoyán a la ciudad de La Habana, en febrero de 1960.